# Phố Giang
Phố Giang (chữ Hán giản thể: 浦江縣, chữ Hán giản thể: 浦江县, âm Hán Việt: Phố/ Phổ Giang huyện) là một huyện thuộc địa cấp thị Kim Hoa, tỉnh Chiết Giang, Cộng hòa Nhân dân Trung Hoa. Huyện Phố Giang có diện tích 920 km², dân số 380.000 người. Mã số bưu chính của huyện này là 322200, mã vùng điện thoại 0579. Huyện lỵ đóng ở số 38, đường Nhân dân, nhai đạo Phố Dương. Huyện Phố Giang được chia ra các đơn vị hành chính trực thuộc gồm 3 nhai đạo, 7 trấn và 5 hương. Các đơn vị này lại được chia thành 1 khu dân cư và 409 thôn hành chính.
- Nhai đạo biện sự xứ: Phố Dương, Vị Nam, Tiên Hoa..
- Trấn: Hoàng Trạch, Bạch Mã, Trịnh Trạch, Đàn Khê, Hàng Bình.
- Hương: Ngu Trạch, Đại Phán, Trung Dư, Tiền Ngô, Hoa Kiều.